# Saison 1 de Ben 10 : Alien Force
Chronologie
Saison 2
Cet article présente la première saison du feuilleton télévisé Ben 10: Alien Force.